# Гідравлічний розрив пласту селективний
Гідравлічний розрив пласту селективний, (рос.гидравлический разрыв пласта селективный; англ. selective hydraulic fracturing of formation; нім. selektiver Fraccen n, selektive (hydraulische) Fracbehandlung f) — гідравлічний розрив пласту, який виконується для діяння на локальний інтервал (прошарок, пласт) розрізу експлуатаційного об'єкту з метою покращення профілю припливу або приймальності, створення водонепроникного екрану тощо.